# Fort Scott National Historic Site
Le Fort Scott National Historic Site est un site historique national américain à Fort Scott, dans le comté de Bourbon, au Kansas. Établi le 19 octobre 1978, il protège les bâtiments d'un fort classé National Historic Landmark le 19 juillet 1964 et inscrit au Registre national des lieux historiques le 15 octobre 1966.